# Miguel Ángel Reyes Varela
Miguel Ángel Reyes Varela oder Miguel Ángel Reyes-Varela (* 21. Juni 1987 in Guadalajara) ist ein mexikanischer Tennisspieler.

## Karriere
Reyes Varela spielt hauptsächlich auf der ATP Challenger Tour und der ITF Future Tour. Er konnte bislang drei Einzel- und 15 Doppelsiege auf der Future Tour feiern. Auf der Challenger Tour gewann er bis jetzt 31 Doppelturniere.
Er spielt seit 2010 für die mexikanische Davis-Cup-Mannschaft. Für diese trat er in sechs Begegnungen an, wobei er im Einzel eine Bilanz von 4:2 und eine Doppelbilanz von 6:2 aufzuweisen hat.

## Erfolge
| Legende (Anzahl der Siege)  |
| Grand Slam                  |
| ATP World Tour Finals       |
| ATP World Tour Masters 1000 |
| ATP World Tour 500          |
| ATP World Tour 250 (2)      |
| ATP Challenger Tour (31)    |

| ATP-Titel nach Belag |
| Hartplatz (1)        |
| Sand (1)             |
| Rasen (0)            |

### Doppel

#### Turniersiege

##### ATP World Tour
| Nr. | Datum          | Turnier   | Belag     | Partner         | Finalgegner                     | Ergebnis |
| --- | -------------- | --------- | --------- | --------------- | ------------------------------- | -------- |
| 1.  | 5. August 2018 | Los Cabos | Hartplatz | Marcelo Arévalo | Taylor Fritz Thanasi Kokkinakis | 6:4, 6:4 |
| 2.  | 26. Juli 2024  | Umag      | Sand      | Guido Andreozzi | Manuel Guinard Grégoire Jacq    | 6:4, 6:2 |

##### ATP Challenger Tour
| Nr. | Datum              | Turnier             | Belag     | Partner            | Finalgegner                               | Ergebnis           |
| --- | ------------------ | ------------------- | --------- | ------------------ | ----------------------------------------- | ------------------ |
| 1.  | 30. März 2014      | Guadalajara (1)     | Hartplatz | César Ramírez      | Andre Begemann Matthew Ebden              | 6:4, 6:2           |
| 2.  | 9. Mai 2015        | Cali (1)            | Sand      | Marcelo Demoliner  | Emilio Gómez Roberto Maytín               | 6:1, 6:2           |
| 3.  | 25. Juni 2016      | Mailand             | Sand      | Max Schnur         | Alessandro Motti Peng Hsien-yin           | 1:6, 7:64, [10:5]  |
| 4.  | 15. Juli 2017      | Medellín            | Sand      | Darian King        | Nicolás Jarry Roberto Quiroz              | 6:4, 6:4           |
| 5.  | 2. September 2017  | Quito               | Sand      | Marcelo Arévalo    | Nicolás Jarry Roberto Quiroz              | 4:6, 6:4, [10:7]   |
| 6.  | 9. September 2017  | Bogotá              | Sand      | Marcelo Arévalo    | Nikola Mektić Franko Škugor               | 6:3, 3:6, [10:6]   |
| 7.  | 17. September 2017 | Cary                | Hartplatz | Marcelo Arévalo    | Miķelis Lībietis Dennis Novikov           | 6:76, 7:61, [10:6] |
| 8.  | 20. Oktober 2017   | Cali (2)            | Sand      | Marcelo Arévalo    | Sergio Galdós Fabrício Neis               | 6:3, 6:4           |
| 9.  | 28. Oktober 2017   | Lima                | Sand      | Blaž Rola          | Gonçalo Oliveira Grzegorz Panfil          | 7:5, 6:3           |
| 10. | 4. November 2017   | Guayaquil           | Sand      | Marcelo Arévalo    | Hugo Dellien Federico Zeballos            | 6:1, 6:77, [10:6]  |
| 11. | 1. April 2018      | San Luis Potosí (1) | Sand      | Marcelo Arévalo    | Jay Clarke Kevin Krawietz                 | 6:1, 6:4           |
| 12. | 22. April 2018     | Guadalajara (2)     | Hartplatz | Marcelo Arévalo    | Brydan Klein Ruan Roelofse                | 7:63, 7:5          |
| 13. | 20. Mai 2018       | Lissabon            | Sand      | Marcelo Arévalo    | Tomasz Bednarek Hunter Reese              | 6:3, 3:6, [10:1]   |
| 14. | 13. Oktober 2018   | Santo Domingo (1)   | Sand      | Leander Paes       | Ariel Behar Roberto Quiroz                | 4:6, 6:3, [10:5]   |
| 15. | 21. April 2019     | San Luis Potosí (2) | Sand      | Marcelo Arévalo    | Ariel Behar Roberto Quiroz                | 1:6, 6:4, [12:10]  |
| 16. | 11. August 2019    | Aptos               | Hartplatz | Marcelo Arévalo    | Nathan Pasha Max Schnur                   | 5:7, 6:3, [10:8]   |
| 17. | 26. Januar 2020    | Bangkok             | Hartplatz | Gonzalo Escobar    | Gong Maoxin Zhang Ze                      | 6:3, 6:3           |
| 18. | 23. April 2021     | Salinas             | Hartplatz | Fernando Romboli   | Diego Hidalgo Skander Mansouri            | 7:5, 4:6, [10:2]   |
| 19. | 29. August 2021    | Warschau            | Sand      | Hans Hach Verdugo  | Wladyslaw Manafow Piotr Matuszewski       | 6:4, 6:4           |
| 20. | 16. April 2022     | San Luis Potosí (3) | Sand      | Nicolás Barrientos | Luis David Martínez Felipe Meligeni Alves | 7:611, 6:2         |
| 21. | 23. April 2022     | Aguascalientes      | Sand      | Nicolás Barrientos | Gonçalo Oliveira Divij Sharan             | 7:5, 6:3           |
| 22. | 14. Mai 2022       | Heilbronn           | Sand      | Nicolás Barrientos | Jelle Sels Bart Stevens                   | 7:5, 6:3           |
| 23. | 21. Mai 2022       | Tunis               | Sand      | Nicolás Barrientos | Alexander Erler Lucas Miedler             | 6:73, 6:3, [11:9]  |
| 24. | 4. Juni 2022       | Forlì               | Sand      | Nicolás Barrientos | Sadio Doumbia Fabien Reboul               | 7:5, 4:6, [10:4]   |
| 25. | 8. Oktober 2022    | Gwangju             | Hartplatz | Nicolás Barrientos | Yuki Bhambri Saketh Myneni                | 2:6, 6:3, [10:6]   |
| 26. | 11. März 2023      | Puerto Vallarta     | Hartplatz | Robert Galloway    | André Göransson Ben McLachlan             | 3:0 aufgg.         |
| 27. | 29. April 2023     | Ostrava             | Sand      | Robert Galloway    | Guido Andreozzi Guillermo Durán           | 7:5, 7:65          |
| 28. | 24. Juni 2023      | Parma               | Sand      | Jonathan Eysseric  | Luca Margaroli Ramkumar Ramanathan        | 6:2, 6:3           |
| 29. | 30. März 2024      | Neapel              | Sand      | Guido Andreozzi    | Théo Arribagé Victor Vlad Cornea          | 6:4, 1:6, [10:7]   |
| 30. | 15. Juni 2024      | Perugia             | Sand      | Guido Andreozzi    | N. Sriram Balaji Andre Begemann           | 6:4, 7:5           |
| 31. | 17. August 2024    | Santo Domingo (2)   | Sand      | Diego Hidalgo      | N. Sriram Balaji Fernando Romboli         | 6:72, 6:4, [18:16] |

#### Finalteilnahmen
| Nr. | Datum           | Turnier     | Belag     | Partner            | Finalgegner                          | Ergebnis            |
| --- | --------------- | ----------- | --------- | ------------------ | ------------------------------------ | ------------------- |
| 1.  | 21. Juli 2018   | Newport (1) | Rasen     | Marcelo Arévalo    | Jonathan Erlich Artem Sitak          | 1:6, 2:6            |
| 2.  | 21. Juli 2019   | Newport (2) | Rasen     | Marcelo Arévalo    | Marcel Granollers Serhij Stachowskyj | 7:610, 4:6, [11:13] |
| 3.  | 2. Oktober 2022 | Seoul       | Hartplatz | Nicolás Barrientos | Raven Klaasen Nathaniel Lammons      | 1:6, 5:7            |

## Abschneiden bei Grand-Slam-Turnieren

### Doppel
| Turnier         | 2015 | 2016 | 2017 | 2018 | 2019 | 2020 | 2021 | 2022 | 2023 | 2024 | 2025 | Karriere |
| --------------- | ---- | ---- | ---- | ---- | ---- | ---- | ---- | ---- | ---- | ---- | ---- | -------- |
| Australian Open | —    | —    | —    | —    | 1    | —    | —    | —    | 1    | 2    | 2    | 2        |
| French Open     | 1    | —    | —    | 2    | 1    | —    | —    | —    | AF   | AF   | 2    | AF       |
| Wimbledon       | —    | —    | —    | 2    | 2    |      | —    | 1    | 1    | 1    | 2    | 2        |
| US Open         | —    | —    | —    | 1    | —    | —    | —    | 1    | 1    | 1    |      | 1        |